# Manjosivka, Prîlukî
Manjosivka (în ucraineană Манжосівка) este un sat în comuna Didivți din raionul Prîlukî, regiunea Cernihiv, Ucraina.

## Demografie
Componența lingvistică a localității Manjosivka
     Ucraineană (98,2%)
     Rusă (1,8%)
Conform recensământului din 2001, majoritatea populației localității Manjosivka era vorbitoare de ucraineană (98,2%), existând în minoritate și vorbitori de rusă (1,8%).